# Parang (género musical)
Parang es una música popular originaria de Venezuela y Trinidad y Tobago que fue traída a este país por inmigrantes venezolanos que eran principalmente de origen amerindio, español, mestizo, pardo, cacao panyol y africano, algo que se refleja fuertemente en la música en sí. La palabra se deriva de dos palabras en español: parranda, que significa "una juerga o fiesta", y parar.
En el pasado, era tradicional que las serenatas de parang hicieran visitas nocturnas a las casas de familiares y amigos, donde parte de la diversión era despertar a los habitantes de la casa de sus camas. Hoy, el parang es especialmente vibrante en las comunidades de Trinidad y Tobago, como Paramin, Lopinot y Arima.
Ha surgido una nueva forma de parang, el soca parang. El soca parang es una combinación de soca y parang.

## Actuación
En Trinidad, la música de parang tradicional se realiza en gran medida alrededor de las Navidades, cuando los cantantes e instrumentistas (conocidos colectivamente como los parranderos) viajan de casa en casa en la comunidad, a menudo acompañados por amigos y vecinos de la familia, etc., utilizando los instrumentos que tengan a mano. Los instrumentos de parang populares incluyen el cuatro venezolano (una pequeña guitarra de cuatro cuerdas) y las maracas (localmente conocidas como chac-chacs). Otros instrumentos de uso frecuente son el violín, la guitarra, las claves (conocidas localmente como toc-toc), el bajo de caja (un instrumento indígena), la pandereta, la mandolina, el bandol, la caja (un instrumento de caja de percusión) y la marimbola (un instrumento afrovenezolano). A cambio del entretenimiento, a los parranderos se les da tradicionalmente comida y bebida: pasteles, pastelle, acedera, ron y Ponche crema (una forma de rompope alcohólico).

## Variedades
La música parang tradicional incluye una variedad de tipos de canciones:
- aguinaldo o serenal: relacionado con las historias de la natividad de Cristo similares a los villancicos europeos jugados en las Islas Canarias y Andalucía;
- guarapo: una canción secular, a menudo con pasajes de letras improvisadas donde el contenido y la duración varían según la habilidad del cantante principal;
- estribillo: una canción animada de estilo de llamada y respuesta;
- Rio Manzanares: un vals venezolano que celebra los diferentes aspectos del río Manzanares de Cumaná, Venezuela;
- joropo: similar en estilo al vals español;
- galerón;
- picón;
- despedida: una canción de despedida y agradecimiento.

Desde la década de 1950, el parang se ha vuelto más popular, dando lugar al "soca parang", una fusión de soca y parang con letras en inglés. Aunque sigue siendo de naturaleza festiva, las letras a menudo se refieren a elementos culturales de América del Norte, como Santa Claus.
El parang también se ha fusionado con el chutney, una forma de música vocal autóctona de Trinidad, influenciada por los ritmos indios y a veces cantada en hindi. Esta fusión forma el chutney parang.
- Datos: Q3365745